# LolitA☆Strawberry in summer
LolitA☆Strawberry in summer（ロリータ ストロベリー イン サマー）はSweetSのデビューシングル。後に東京女子流によりカバーされた。

## SweetSのシングル

### 概要
「LolitA☆Strawberry in summer」は日本の女性ヴォーカルダンスユニットSweetSのデビューシングル。2003年8月27日にavex traxから発売された。
テレビ東京系アニメ『アソボット戦記五九』エンディングテーマ。テレビ東京系『プラチナチケット』エンディングテーマ。テレビ東京系『U-15.F スキにさせて!』テーマ。

### 収録曲
1. LolitA☆Strawberry in summer
作詞・作曲：BOUNCEBACK 編曲：ats-
2. LolitA☆Strawberry in summer（Instrumental）

## 東京女子流のシングル

### 概要
「LolitA☆Strawberry in summer」は日本のガールズ・ダンス&ボーカルグループ東京女子流の楽曲。
2012年10月17日にavex traxよりリリースのマキシシングル「ROAD TO BUDOKAN 2012 〜Bad Flower〜」のType-A、Type-Bにカップリング曲として収録された。
またこのCDの発売に先行して2012年8月1日よりレコチョク、iTunes、Amazon.co.jpで配信されている。
2012年5月20日に東京・日比谷野外音楽堂で行われた「CONCERT*03『Rock you! 』」で初披露された。
テレビ東京系アニメ『プリティーリズム・ディアマイフューチャー』挿入歌。
「追憶 -Single Version-/大切な言葉」のtype-Cに収録されている「TGS23先行音源」は、後に正式リリースされたものとは編曲が違う別バージョンである。

### 収録曲（配信版）
1. LolitA☆Strawberry in summer（=TGS23）
作詞・作曲：BOUNCEBACK、編曲：松井寛